# Montgon
Montgon é uma comuna francesa na região administrativa de Grande Leste, no departamento das Ardenas. Estende-se por uma área de 8,2 km². Em 2010 a comuna tinha 71 habitantes (densidade: 8,7 hab./km²).